# Igor Cobileanski
Igor Cobileanski, moldavski filmski režiser; * 24. februar 1974, Komrat.

## Filmografija
- Când se stinge lumina (2005)
- Sasa, Grisa și Ion (2006)
- Plictis și inspiratie (2007)
- Tache (film) (2008)
- Colecția de arome (2013)
- Nerešeni (2013, režiser)
- Umbre (8 epizod, 2014–2015)
- Afacerea Est (2016)
- Practica (2017)
- Hackerville (2018)